# ジョージ山岡
ジョージ山岡（ジョージやまおか、英語: George Yamaoka、漢字：山岡 譲爾、1903年1月26日 – 1981年11月19日）は、アメリカ合衆国の弁護士。東京裁判においては、東郷茂徳と広田弘毅の弁護人を務めた。

## 来歴
静岡県出身の父・山岡（鈴木）音高のもと、5男1女の長男としてワシントン州シアトルで生まれる。音高は、日本では自由民権運動の活動家の中でも過激派として知られており、静岡事件では中心人物として、徒刑14年を宣告され、北海道で10年間服役した後、1897年に釈放され、アメリカへ渡ったという経歴がある。
ワシントン大学へ進学後は、法律学を専攻する傍ら、日本人学生会の理事を務めた。1924年には、インディアナポリスで開催された世界学生大会に、ワシントン大学から選ばれた日系人学生2人のうちの1人として参加した。この頃から当時の二世の中でも、将来のシアトル日系人社会における指導者の一人として見なされるようになった。
だが、周囲の期待とは裏腹に、山岡はワシントン大学卒業と同時に、首都ワシントンD.C.にあるジョージタウン大学ロー・スクールに進学した。在学中には、ジョージタウン・ロー・レビューのビジネス・マネージャーを務め、1928年に法務博士号を取得した。卒業後は同年から翌1929年まで在米日本総領事館顧問、1929年から1930年にかけてはロンドン海軍軍縮会議日本代表団顧問を務めたほか、1931年にはニューヨーク州で日系人として初めて弁護士登録を受け、ニューヨークの法律事務所でアソシエイトとしての活動を開始し、1940年には同事務所のパートナーに昇格した。
東部に移住した結果として、山岡は太平洋戦争開戦後も、日系人の強制収容に巻き込まれることもなく、法律家としての活動を続けることができた。戦後に東京裁判が行われた際は、日英両語に堪能というだけでなく、その能力と識見の高さを評価され、A級戦犯の弁護人として日本に赴くこととなり、ジョージ・F・ブルーエットやウィリアム・ローガンなどと並んで弁護団の要としての役割を果たした。
帰国後も、弁護士として日米関係の構築に努め続け、1968年に日本政府から瑞宝章を授与される。
1981年11月19日にニューヨークのマンハッタンでタクシーに乗り込もうとした途中、その場で心臓発作により78歳で死去した。